# Бароу (проток)
Бароу (на английски: Barrow Strait) е проток в Северния ледовит океан, в централната част на Канадския арктичен архипелаг, между островите Девън, Корнуолис и Батърст на север и Съмърсет и Принц на Уелс на юг. Явява се 2-рият от 4-те основни протока на т.нар. Северозападен морски път. Останалите три протока са Ланкастър, Вайкаунт-Мелвил и Макклур. Дължината му от изток на запад е 306 km, а ширината му – от 56 до 111 km. На изток се свързва с протока Ланкастър, а на запад – с протока Вайкаунт-Мелвил. На север от него се отделят протоците Уелингтън (между островите Девън и Корнуолис) и Крозиър (между островите Корнуолис и Батърст), а на юг – протокът Пил (също участък от друг маршрут на Северозападния морски път). Максималната му дълбочина е 200 m. Бреговете му са високи, стръмни и силно разчленени от множество малки заливи и фиорди, вклиняващи се дълбоко навътре в съседните острови. В него са разположени 6 по-малки острова: Принц Леополд, Грифит, Лаудър, Ръсел, Янг и Гарет. Десет месеца от годината е покрит с ледове.
Протокът Бароу е открит, като бреговете му са първично изследвани и картирани през лятото на 1819 г. от британската полярна експедиция, възглавявана от Уилям Едуард Пари, и е наименуван от него в чест на втория секретар (1805 – 1805) на Британското адмиралтейство Джон Бароу (1764 – 1848), инициатор за възобновяване на търсенето на т.нар. Северозападен морски път.